# HD183056
HD183056 — хімічно пекулярна зоря спектрального класу
B9 й має  видиму зоряну величину в смузі V приблизно  5,2.
Вона знаходиться у сузір'ї Лебедя  й розташована на відстані близько 653,6 світлових років від Сонця.

## Фізичні характеристики
Зоря HD183056 обертається 
порівняно повільно 
навколо своєї осі. Проєкція її екваторіальної швидкості на промінь зору становить  Vsin(i)= 29км/сек.

## Пекулярний хімічний склад
Зоряна атмосфера HD183056 має підвищений вміст 
Si
.

## Магнітне поле
Спектр даної зорі вказує на наявність магнітного поля у її зоряній атмосфері.
Напруженість повздовжної компоненти поля оціненої з аналізу
крил ліній Бальмера
становить  325,6± 270,0 Гаус.